# Pullis gård
Pullis gård är ett gammalt rusthåll i Pullis i Lojo i det finländska landskapet Nyland. Gården, som är belägen vid Hiidenvesi sjö, anlades på 1500-talet. Den nuvarande huvudbyggnaden härrör från 1800-talet.

## Historia och arkitektur
Pullis omfattar stamhemmanet och ett annat hemman som införlivades med Pullis på 1580-talet. År 1781 blev även augmentet Kärri en del av gården. Pullis hade inga torp år 1694, men år 1800 hade gården två torp och 1900 sju stycken. Den nuvarande huvudbyggnaden uppfördes omkring år 1800. Byggnaden renoverades grundligt år 1880 och 1904. Till gårdsmiljön hör en flygelbyggnad, ett spannmålsmagasin och en bod. En stor trädgård omger huvudbyggnaden.

### Ägare
Förteckning över gårdens ägare:
| Namn                            | Titel                 | År        |
| ------------------------------- | --------------------- | --------- |
| Måns Stefansson                 |                       | 1549–1553 |
| Matts Månsson                   |                       | 1554–1562 |
| Peter Petersson                 |                       | 1563–1571 |
| Anders Petersson                |                       | 1572–1602 |
| Mikael Henriksson               |                       | 1603–1620 |
| Henrik Mikaelsson               | rusthållare           | 1624–1656 |
| Mikael Henriksson               | rusthållare           | 1662–1677 |
| Henrik Mikaelsson               |                       | 1678–1682 |
| Gustav Eriksson                 | kronofogde            | 1684–1687 |
| Jonas Berger (adlad Lofstierna) | asessor               | 1691–1737 |
| Lofstiernas arvingar            |                       | –1743     |
| Anders Lanaeus                  | lagman                | 1745–1747 |
| Lanaeus arvingar                |                       | –1758     |
| Gabriel Lanaeus                 | notar                 | 1759–1766 |
| Maria Lanaeus                   | änka efter G. Lanaeus | –1768     |
| Wass                            | förvaltare            | 1769–1773 |
| Berndt Jonas Aminoff            | kapten                | 1774–1800 |
| Erik Eriksson Kumén             |                       | 1801–1830 |
| Gustav Wahlström                |                       | 1831–1867 |
| Gustav Adolf Wahlström          |                       | 1867–1891 |
| Henrik Kustaa Gustafsson        |                       | 1891–1920 |
| Kaarle Henrik Gustafsson        |                       | 1920–1929 |
| Sofia Aleksandra Gustafsson     |                       | –1934     |